# Due vite
A Due vite (magyarul: Két élet) az olasz Marco Mengoni énekes dala, mellyel Olaszországot képviselte a 2023-as Eurovíziós Dalfesztiválon Liverpoolban. A dal 2023. február 11-én, az olasz nemzeti döntőben, a Sanremói Dalfesztivál alatt megszerzett győzelemmel érdemelte ki a dalversenyen való indulás jogát.

## Eurovíziós Dalfesztivál
2022. december 6-án a Radiotelevisione Italiana (RAI) bejelentette, hogy az énekes is résztvevője a Sanremói dalfesztivál olasz eurovíziós nemzeti válogatónak. Versenydalát a február 7-i első este adta elő először, ahol első helyezettként végzett. A dal február 11-én megnyerte a nemzeti döntőt, ahol a nézői szavazatok alakították ki a végeredményt, így az alábbi dallal képviseli Olaszországot az elkövetkezendő Eurovíziós Dalfesztiválon.
A dalfesztivál előtt Párizsban, Brüsszelben, Frankfurtban és Zürichben népszerűsíti versenydalát.
Mivel Olaszország tagja az automatikusan döntős „Öt Nagy” országának, ezért a dal az Eurovíziós Dalfesztiválon először a május 13-án rendezett döntőben versenyzett, de előtte az első elődöntő zsűris főpróbáján adta elő. A döntőben fellépési sorrendben tizenegyedikként lépett fel, az Albániát képviselő Albina & Familja Kelmendi Duje című dala után és az Észtországot képviselő Alika Bridges című dala előtt. 
A zsűri szavazáson a harmadik helyen végzett 176 ponttal (Ausztriától, Horvátországtól, Romániától, San Marinótól és Szlovéniától maximális pontot kapott), míg a nézői szavazáson a hatodik helyen végzett 174 ponttal (Albániától és Máltától maximális pontot kapott), így összesítésben 350 ponttal a verseny negyedik helyezettje lett.
A következő olasz induló Angelina Mango La noia című dala volt a 2024-es Eurovíziós Dalfesztiválon.

### Kapott pontok
Döntő
| Zsűri | 176 | 2 | 3 |   | 10 | 10 |  | 12 | 6 | 12 | 2 | 6 | 7 | 4  |   | 12 | 5 |   | 6 | 12 |   | 2 | 5 | 6 | 8  | 1 |   | 10 |   | 7 | 8 | 4 | 12 |   | 2  |   | 2 |  |
| Nézők | 174 |   |   | 3 | 12 | 5  |  | 7  | 4 | 8  | 7 |   | 7 | 10 | 6 | 8  | 2 | 3 |   | 7  | 1 | 2 | 6 | 7 | 10 |   | 3 | 6  | 7 | 6 | 5 | 1 | 8  | 5 | 12 | 6 |   |  |

## Galéria

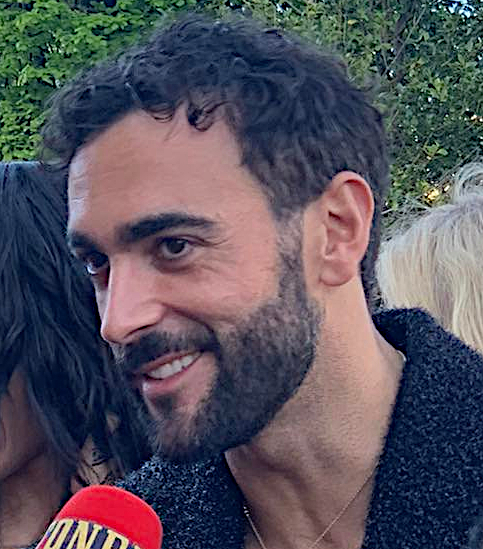
A megnyitóünnepségen
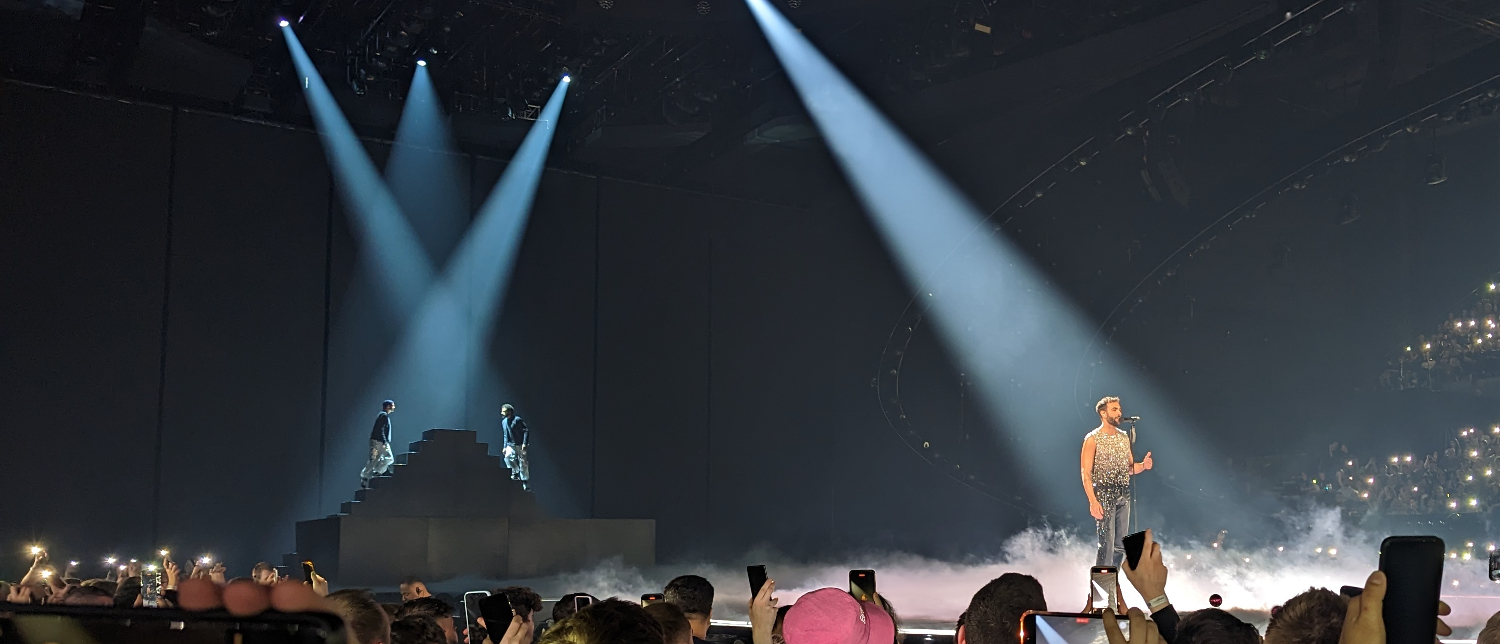
Az elődöntő főpróbáján
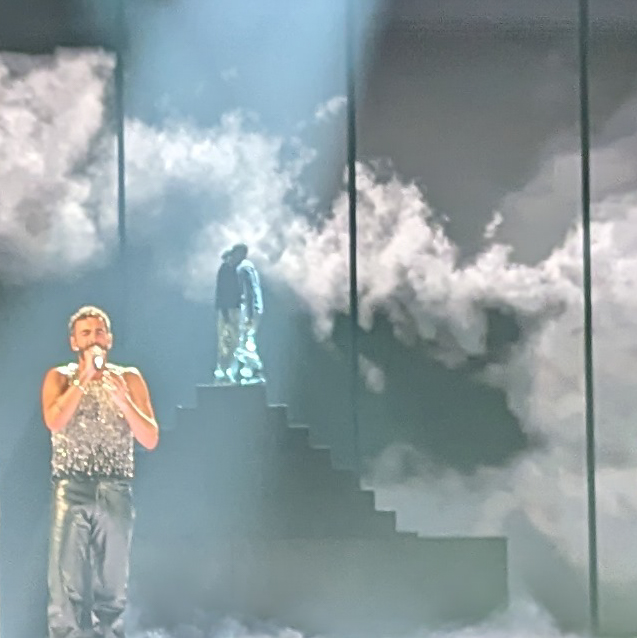
A döntőben